# Lenguas bongo-bagirmi
Las lenguas bongo–bagirmi son el principal subgrupo dentro de la familia sudánica central con cerca de cuarenta lenguas. Incluye a las lenguas bagirmi (como el naba) y a las lenguas sara entre otras.

## Clasificación
Las lenguas bongo-bagirmi han sido poco estudiados, y existe poco acuerdo sobre su clasificación interna debido a la falta de datos. El esquema que sigue es una propuesta de  Lionel Bender, tal como la resume Blench (2000):
- Bongo-Baka
- Kara (= Tar Gula ?)
- Sinyar (Shemya)
- Bagirmi
- Sara
- Doba (bedjond, gor, mango)
- Kaba
- Vale
- Yulu (Yulu–Binga)

Ethnologue considera agrupa todas las ramas excepto el bongo-baka, el kara y el sinyar bajo el término Sara–Bagirmi, y muchas otras lenguas son clasificadas de manera diferente a como lo hacen Bender y Blench.

## Comparación léxica
Los numerales para subgrupos de lenguas bongo-bagirmi-sara son:
| GLOSA | Bongo-Baka | Bongo-Baka | Bongo-Baka | Bongo-Baka   | Bagirmi          | Bagirmi | Bagirmi | Bagirmi        | Vale-Luthos     | Vale-Luthos          | Vale-Luthos | PROTO- Bon.-Bag.-Sar. |
| GLOSA | Baka       | Bongo      | Jur Mödö   | PROTO- BONGO | Bagirmi (Bʼarma) | Kenga   | Naba    | PROTO- BAGIRMI | Luthos          | Vale                 | PROTO- VL   | PROTO- Bon.-Bag.-Sar. |
| ----- | ---------- | ---------- | ---------- | ------------ | ---------------- | ------- | ------- | -------------- | --------------- | -------------------- | ----------- | --------------------- |
| '1'   | ké̘ɗò       | kɔ̀tʊ́       | kɔ̀tɔ́       | *kɔɗo~ *kɛɗo | kɛ́ɗɛ̀             | kàlāŋ   | fèné    | *kaɗa          | ɗóí             | kīɗá                 | *kɛɗa       | *kala                 |
| '2'   | ɡ͡bʀ͡ʙɛ̀      | ŋɡɔ̀r       | rḯyö́       | *ɾiyo        | sapi             | dìó     | rìyó    | *ɾiyo          | zíò             | díyò                 | *diyo       | *ɖiyo                 |
| '3'   | ɔ̀tà        | mʊ̀tːà      | mòtá       | *mota        | mtá              | mɔ̀tɔ́    | mɔ̀tɔ́    | *mɔta          | mútà            | mùtá                 | *muta       | *muta                 |
| '4'   | ɛ̀sɔ̀        | ʔɛ́w        | sòwɔ́       | *sowo        | só               | sɔ̄ː     | sɔ́      | *sɔː           | só              | sɔ́                   | *sɔ         | *ɛso                  |
| '5'   | ìɲì        | múì        | mùyí̈       | *muyi        | mí               | mīː     | móy     | *mi~ *moi      | mí              | mí                   | *mi         | *muyi                 |
| '6'   | 5+1        | dɔ̀kɔtʊ́     | mòdɔ́ːkɔ̀tɔ́  | *dɔm+1       | mìká             | mɛ̀cɛ́    | míʃà    | *mi-ka         | 5+1             | 5+1                  | *5+1        | *mika                 |
| '7'   | 5+2        | dɔ́ŋɡɔr     | mòdɔ́mòrḯyö́ | *dɔm+1       | tʃílí            | cīlí    | sī̄lí    | *čili          | kál m͡bákàɗɛ̀ 8-1 | 5+2                  | *           |                       |
| '8'   | 5+3        | dɔ̀mʊ́tːà    | mòdɔ́ːmòtá  | *dɔm+3       | marta            | mārtá   | rātá    | *marta         | m͡bákàɗɛ́         | ɗɔ̄ɗɔ̄sɔ́               | *5+3        |                       |
| '9'   | 5+4        | dɔ̀mʔɛ́w     | mòdɔ́mòsòwɔ́ | *dɔm+4       | doso             | jɛ́rnàŋ  | rɔ̄fó    | *do+sɔː        | kál ɓú 10-1     | kàmnànɡà kīɗá (10-1) | *2x4(?)     |                       |
| '10'  | sɔ̀kɔ́       | kɪ̀ː        | ɓùtë́       | *ɓu-(?)      | dòk kemɛ́         | sīk     | sí      | *sik           | ɓú              | ɓúfú                 | *ɓu-        | *dɔgɔ                 |
| GLOSA | Sara   | Sara    | Sara    | Sara    | Sara      | Sara     | Sara        | Sara        | Sara  | Sara        | Sara  | PROTO- SARA     |
| GLOSA | Bébot  | Bediond | Gulay   | Kaba    | Kaba deme | Kaba na  | Mango       | Mbay        | Ngam  | Ngambay     | Sar   | PROTO- SARA     |
| ----- | ------ | ------- | ------- | ------- | --------- | -------- | ----------- | ----------- | ----- | ----------- | ----- | --------------- |
| '1'   | káre   | kárē    | kérē    | kaára   | ɗíyá      | kárē     | kárē        | kə́rā        | kóɡīí | kàrā        | kóɡīí | *kare           |
| '2'   | ɟó     | jōó     | jōó     | joːà    | jó        | jōó      | jōó         | jōó         | dīyó  | jōó         | jōó   | *joː            |
| '3'   | mɨ̀té   | mə̀tá    | mùtœ́    | moètàː  | mùtɔ́      | mùtá     | mɨ̀tə́        | mə̀tá        | mə̀tá  | mùndá       | mə̀tá  | *mɨta           |
| '4'   | sɔ́ː    | sɔ́      | sɔ́      | sóà     | sɔ̀ɔ́       | sɔ̀ɔ́      | sɔ́          | sɔ̄ɔ́         | sɔ́    | sɔ́          | sɔ́    | *sɔː            |
| '5'   | mḭ́ː    | mí      | mí      | mïù     | mìí       | mìí      | mí          | mḭ̄́ḭ         | mí    | mí          | mí    | *miː            |
| '6'   | mɛ̰hɛ   | mêhḛ́    | mèhé̯    | mïìsàːn | mìi kàlí  | màhá     | mèhẽ́        | kə́-bɔ̀y-dètə́ | mêhḛ́  | mìsã́/ màhã́  | mèhé̯  | *misã́ *mihã     |
| '7'   | sɨrí   | sīrí    | sìrí    | sirïù   | mìí já jó | mìtə́kə́jə́ | sīrí        | tènə̀-mə̀tá   | sīrí  | sīrí        | sìrí  | *siri           |
| '8'   | ɟiɟó   | jī jōó  | sɔ́sɔ́    | jijoːà  | sàlānjā   | sàlīnjā  | jī̄-nàɲ-jōó  | jī-jōó      | sɔ́sɔ́  | jī̄-này-jōó  | sɔsɔ  | *sɔsɔ / *ji joː |
| '9'   | ɟikáre | jī kárē | jī kérē | jikaàra | dɔ̀ kám    | dàhábú   | jī̄-nàɲ-kárē | jī-kə́rā     | ndōhó | jī̄-này-kárā | ndōkó | *ji kare        |
| '10'  | dɔ̀ɡɨ   | dɔ̀ɡə̀    | dɔ̀ɡə̀    | dóèkuè  | dɔ̀ɡɔ̀      | dɔ̀ɡɔ̀     | dɔ̀ɡɨ̀        | kə̀lá        | kùtə̀  | dɔ̀ɡə̀        | kùtə̀  | *dɔɡɔ           |

### Enlaces exteriores
- Ethnologue, with a different internal classification

- Datos: Q3505042